# Atletismo nos Jogos Pan-Americanos de 2011 - 1500 m masculino
A competição dos 1500 m rasos masculino foi um dos eventos do atletismo nos Jogos Pan-Americanos de 2011, em Guadalajara. Foi disputada no Estádio Telmex de Atletismo no dia 26 de outubro.

## Calendário
Horário local (UTC-6).
| Data          | Horário | Fase   |
| ------------- | ------- | ------ |
| 26 de outubro | 18:20   | Finais |

## Medalhistas
| Ouro   | BRA Leandro Prates Oliveira |
| Prata  | ECU Byron Piedra            |
| Bronze | VEN Eduar Villanueva        |

## Recordes
Recordes mundial e pan-americano antes da disputa dos Jogos Pan-Americanos de 2011.
| Tipo                             | Atleta             | Tempo   | Local          | Data                |
| -------------------------------- | ------------------ | ------- | -------------- | ------------------- |
|                                  | Hicham El Guerrouj | 3:26.00 | Roma           | 14 de julho de 1998 |
| Recorde dos Jogos Pan-Americanos | Hudson de Souza    | 3:36.32 | Rio de Janeiro | 25 de julho de 2007 |

## Resultados

### Final
| Pos.              | Atleta                  | País               | Tempo   | Obs. |
| ----------------- | ----------------------- | ------------------ | ------- | ---- |
| Medalha de ouro   | Leandro Prates Oliveira | BRA Brasil         | 3:53.44 |      |
| Medalha de prata  | Byron Piedra            | ECU Equador        | 3:53.45 |      |
| Medalha de bronze | Eduar Villanueva        | VEN Venezuela      | 3:54.06 |      |
| 4                 | Jon Rankin              | CAY Ilhas Cayman   | 3:54.79 |      |
| 5                 | Andrew Acosta           | USA Estados Unidos | 3:55.27 |      |
| 6                 | Javier Carriqueo        | ARG Argentina      | 3:55.52 |      |
| 7                 | Nico Herrera            | VEN Venezuela      | 3:56.30 |      |
| 8                 | Iván López              | CHI Chile          | 3:56.53 |      |
| 9                 | Samuel Vázquez          | PUR Porto Rico     | 3:56.65 |      |
| 10                | Leslie Encina           | CHI Chile          | 3:56.69 |      |
| 11                | José Esparza            | MEX México         | 3:56.94 |      |
| 12                | Diego Borrego           | MEX México         | 4:00.03 |      |
| 13                | Federico Bruno          | ARG Argentina      | 4:01.09 |      |
| 14                | William Leer            | USA Estados Unidos | 4:04.13 |      |

Legenda
| Recorde mundial                  | Recorde mundial (World record)               |                       | Recorde africano                      | Recorde africano (African) |                                           | Q | Classificado por posição (Qualified) |
| Recorde dos Jogos Pan-Americanos | Recorde pan-americano (Pan-American record)  | Recorde da América    | Recorde da América (Americas)         | q                          | Classificado por melhor tempo (Qualified) |   |                                      |
| Melhor marca do ano              | Melhor marca do ano (World leading)          | Recorde asiático      | Recorde asiático (Asian)              | DNS                        | Não largou (Did not start)                |   |                                      |
| Recorde nacional                 | Recorde nacional (National record)           | Recorde europeu       | Recorde europeu (European)            | DNF                        | Não terminou (Did not finish)             |   |                                      |
| Recorde pessoal                  | Recorde pessoal do atleta (Personal best)    | Recorde da Oceania    | Recorde da Oceania (Oceania)          | DSQ / DQ                   | Desclassificado (Disqualified)            |   |                                      |
| Recorde da temporada             | Recorde da temporada do atleta (Season best) | Recorde sul-americano | Recorde sul-americano (South America) | NM                         | Sem marca (No mark)                       |   |                                      |